# Літоринх діадемовий
Літоринх діадемовий (Lytorhynchus diadema) — неотруйна змія з роду Литоринх родини Вужеві. Має 4 підвиди.

## Опис
Загальна довжина досягає 35—38 см. Голова помірного розміру, стиснута з боків, слабко відокремлена від тулуба. Тулуб кремезний масивний, хвіст короткий. Луска гладенька, подовжена. Спина піщано-жовтого кольору з червонувато-бурими або жовтуватими поперечними плямами уздовж тулуба й характерним малюнком на голові.

## Спосіб життя
Полюбляє пустелі й напівпустелі, піщану місцину. Активний вночі. Живиться дрібними ящірками.
Це яйцекладна змія. Самиця відкладає 5—6 яєць.

## Розповсюдження
Мешкає у північній Африці, зустрічається також у Західній Сахарі, Мавританії та Нігері. В Азії його ареал охоплює Передню Азію, Аравійський півострів, окрім Ємену та Катару, Ірак, Іран.

## Підвиди
- Lytorhynchus diadema diadema
- Lytorhynchus diadema gaddi
- Lytorhynchus diadema arabicus
- Lytorhynchus diadema mesopotamicus